# Comunitat de municipis del País de Landerneau-Daoulas
La Comunitat de municipis del Pays de Landerneau-Daoulas (CCPLD) (en bretó Kumuniezh kumunioù Bro Landerne-Daoulaz) és una estructura intercomunal francesa, situada al département del Finisterre a la regió Bretanya. Té una extensió de 371,37 kilòmetres quadrats i una població de 44.395 habitants (2006).

## Història
La comunitat de comunes fou creda el 26 de desembre de 1994 i forma part del país de Brest
| Data d'elecció                             | Identitat              | Partit | Qualitat                    |
| ------------------------------------------ | ---------------------- | ------ | --------------------------- |
| 1995-1998                                  | François Marc          | (PS)   | Alcalde de La Roche-Maurice |
| 1998-2008                                  | René Tréguer           | (PS)   | Alcalde de Saint-Urbain     |
| 2008-2014                                  | Jean-François Jaouanet | (PS)   | Alcalde de La Roche-Maurice |
| Les dades anteriores no són pas conegudes. |                        |        |                             |
|                                            |                        |        |                             |

## Composició
La comunitat de comunes aplega 22 comunes :
1. Daoulas
2. Dirinon
3. La Forest-Landerneau
4. Hanvec
5. L'Hôpital-Camfrout
6. Irvillac
7. Landerneau
8. Lanneuffret
9. Logonna-Daoulas
10. Loperhet
11. La Martyre
12. Pencran
13. Ploudiry
14. Plouédern
15. La Roche-Maurice
16. Saint-Divy
17. Saint-Eloy
18. Saint-Thonan
19. Saint-Urbain
20. Tréflévénez
21. Le Tréhou
22. Trémaouézan

## Competències

### Ordenació del territori
La Comunitat de comunes té com a objectius :
- Elaborar un pla mestre i un pla del sector;
- Posar en pràctica les accions d'interès comunitari susceptibles de contribuir al desenvolupament rural ;
- Dur a terme i gestionar les àrees de desenvolupament concertades de la comunitat d'interès comunitari.

### Accions de desenvolupament econòmic
- Adquisició i urbanització del sòl per a la creació de zones industrials, artesanals, terciàries o coemercials als municipis per a la seva venda o lloguer ;
- Construcció de naus industrials de cara a la venda o lloguer ;
- Encarregar estudis generals o especials per desenvolupar empreses i activitats econòmiques ;
- Posar en pràctica qualsevol iniciativa de cara a afavorir el desenvolupament turístic, inclòs el desenvolupament d'espais i equips de transport.

### Protecció i millora del medi ambient
Assegurar la protecció i millora del medi ambient, en el context de les activitats següents: 
- Recollida i tractament dels residus domèstics ;
- Estudi i implantació de la recollida selectiva per a la recuperació dels residus domèstics;
- Construcció i gestió d'instal·lacions (centre de reciclatge, punts ecològics, àrees de residus verds ...) ;
- elaboració d'una carta del desenvolupament.

### Habitatge
- Posar en pràctica d'un programa local d'habitatge ;
- determinació d'una programació plurianual d'operacions d'habitatge social confiades als organismes HLM ;
- participació en el finançament i a la garantia de préstecs d'aquestes operacions ;
- porsar en pràctica operacions particulars per a facilitar el lloguer a persones en risc d'exclusió ;
- accions de rehabilitació i de millora de l'habitatge (OPAH, PIG...)

### Acció social lligada a l'ocupació
- realització i gestió d'una Casa de l'Ocupació i de la Formació ;
- participació en la posada en pràctica de mitjans per a permetre el bon funcionament dels serveis ANPE, MISSION LOCALE, PLIE...

### Piscines
- gestió de les piscines (manteniment, funcionament);

### Transports escolars
- gestió del servei de Transports escolars.

### Carreteres
- creació d'una carretera estructurant d'interès econòmic a Lanrinou.

### Noves competències
Per decisió del consell comunitari del 24 de juny de 2004, la Comunitat de comunes ha adoptat dues noves competències :
- creació d'un SPANC (Serveu públic de clavegueram)
- creació d'un esquema de rutes de senderisme.